# 김수근 (배우)
김수근(1979년 6월 19일 ~ )은 대한민국의 배우 겸 가수이다.

## 생애
1995년 SBS 드라마 《모래시계》에서 엑스트라로 데뷔한 뒤 KBS 청소년 드라마 《신세대 보고 - 어른들은 몰라요》를 통해 본격적으로 데뷔했으며, 1996년 MBC 청소년 드라마 《나》의 주연을 맡으면서 주목을 받기 시작했으나 가수 활동 때문에
 중도하차했다. 이 후 KMTV 《쇼 뮤직탱크》의 VJ 및 가수 데뷔로 이지훈, 강타, 이기찬과 함께 10대 스타 Big 4로 주목받는다.
동국대학교 연극학과에 재학 중이던 1998년 9월에 해군 입대를 선언하고 병역 의무를 수행했으며, 수병으로 복무 후 전역했다.
전역 후 소속사 문제로 2002년까지 공백기를 가졌으나, 2003년에 활동을 재개해 2012년까지 활동했다.

## 학력
- 서울대곡초등학교 졸업
- 휘문중학교 졸업
- 동신실업고등학교 (현재 신동신중정보산업고등학교[3]) 졸업
- 동국대학교 연극학과 학사

## 출연작

### TV 드라마
| 연도      | 방송사       | 제목                                            | 역할                 | 비고        |
| --------- | ------------ | ----------------------------------------------- | -------------------- | ----------- |
| 1995      | SBS          | 모래시계                                        |                      | 단역        |
| 1995      | MBC          | 사춘기                                          | 진우                 | 단역        |
| 1995-1996 | KBS1         | 신세대 보고 - 어른들은 몰라요                   |                      |             |
| 1996      | KBS2         | KBS 드라마게임 - 세 여자의 어떤 하룻밤          |                      | 단역        |
| 1996      | MBC          | 나                                              | 정선우               |             |
| 1997      | SBS          | 행복은 우리 가슴에                              | 조태수               | 이영하 아역 |
| 1997-1998 | MBC          | 남자 셋 여자 셋                                 |                      | 특별출연    |
| 2003      | KBS2         | 결혼이야기 - 관상남녀                           | 민수                 |             |
| 2003      | KBS1         | 노란 손수건                                     | 준하                 |             |
| 2003      | SBS          | 압구정 종갓집                                   | 로펌 사무장 수근     |             |
| 2003      | MBC          | MBC 베스트극장 - 떠나요 삐삐 롱스타킹           | 권수철               |             |
| 2004-2005 | KBS1         | 그대는 별                                       | 김민기               |             |
| 2005      | MBC          | 제5공화국                                       | 유시민, 윤선남(가명) | 1인 2역     |
| 2006      | KBS2         | KBS 드라마시티 - 도시괴담 무섭지 않은 이야기    | 성호                 |             |
| 2006      | KBS2         | 부부클리닉 사랑과 전쟁 - 가족의 재구성          | 기석                 |             |
| 2008      | OCN Movies   | 라디오 야설극장 - 색녀유혼                      | 김피디               |             |
| 2008      | MBC 에브리원 | 환상기담                                        | 성태                 |             |
| 2011      | MBN          | 갈수록 기세등등                                 | 소개팅남             | 특별출연    |
| 2012      | 채널A        | 해피앤드 101가지 부부이야기 - 사생결단 시집살이 | 재훈                 |             |

### 영화
- 《DMZ, 비무장지대》(2004년) ... 훈련병 역

## 음반
- 1996년: 1집(Eyes)
- 1997년: 2집(스무살의 아침)